# Oderberg (Braunlage)
Oderberg ist ein Ortsteil der niedersächsischen Stadt Braunlage im Landkreis Goslar.

## Lage
Oderberg liegt an der Landesstraße  519 im Oberharz auf etwa 650 Metern Höhe zwischen Sankt Andreasberg eineinhalb Kilometer westlich und Oderhaus zweieinhalb Kilometer südöstlich.

## Geschichte
Mit der Eingemeindung Sankt Andreasbergs in die Stadt Braunlage zum 1. November 2011 wurde Oderberg ein Ortsteil der Stadt Braunlage.

## Infrastruktur
Der Ort besteht aus zehn Wohnhäusern und dem Gebäudekomplex der Rehberg-Klinik.